# سیارک ۲۶۲۴۰
سیارک ۲۶۲۴۰ (به انگلیسی: 26240 Leigheriks، نامگذاری:1998QX39)۲۶۲۴۰مین سیارک کشف شده‌است که در ۱۷ اوت ۱۹۹۸ کشف شد.